# Nikolaus Hermann von Beverförde zu Stockum
Nikolaus Hermann von Beverförde zu Stockum (* 1708; † 22. Oktober 1787) war Domherr in Osnabrück sowie Geheimer Rat und Vertreter des Drosten zu Sassenberg.

## Leben
Nikolaus Hermann von Beverförde zu Stockum wurde als Sohn des Jobst Heidenreich von Beverförde zu Stockum (1665–1726, Obrist zu Pferde) und dessen Gemahlin Margarethe Theodora von Ketteler zu Bollen († 1748) geboren.
Er studierte von 1726 bis 1731 am Collegium Germanicum in Rom. 1732 erhielt er durch päpstliche Zusage eine Dompräbende in Osnabrück. Da Nikolaus die Familiengüter von seinem verstorbenen Bruder Engelbert Bernhard Christian übernehmen musste, verzichtete er 1734 zugunsten seines Bruders Christoph Friedrich auf die Pfründe.
1735 heiratete er Maria Klara Anna von Raesfeld zu Hameren († 24. Januar 1789, Tochter des Johann Kaspar von Raesfeld und Maria Anna von der Recke zu Heessen). Er wurde Geheimer Rat (1750), substituierter Droste des Amtes Sassenberg und 1780 als Vertreter der Ritterschaft Deputierter der Landschaftspfennigkammer.

## Auszeichnungen
- 1750 Geheimer Rat
- 1753 Großkreuz des St.-Michael-Ritterordens